# Mila (botànica)
Mila, és un gènere que pertany a la família de les cactàcies. Comprèn 16 espècies descrites i d'aquestes, només 3 acceptades.

## Característiques
Són cactus de tiges cilíndriques, prostrats, d'uns 30 cm de llarg per 4 de diàmetre, creix formant colònies. Posseeix nombroses costelles baixes cobertes d'espines. Les flors són diürnes de color groc. Els fruits petits, globulars, nus, verds o vermellosos i sucosos. Les llavors són negres tuberculades i allargades.

## Taxonomia
El gènere va ser descrit per Britton i Rose i publicat a The Cactaceae; descriptions and illustrations of plants of the cactus family 3: 211. 1922. L'espècie tipus és: Mila caespitosa Britton & Rose
Etimologia
Mila: nom genèric que és l'anagrama de Lima, el Perú, on es van descriure.

## Espècies acceptades
A continuació s'ofereix un llistat de les espècies del gènere Mila (botànica) acceptades fins a l'abril de 2015, ordenades alfabèticament. Per a cadascuna s'indica el nom binomial seguit de l'autor, abreujat segons les convencions i usos.	
- Mila caespitosa Britton & Rose
- Mila colorea F. Ritter
- Mila nealeana Backeb.